# Nobelklassiker
Nobelklassiker är en bokserie utgiven på Brombergs förlag. Redaktör för serien är Svenska  Akademiens förre ständige sekreterare Horace Engdahl.

## Hittills utgivna delar
| Volym | Titel                                     | Författare             | Översättare        | Utgivningsår | ISBN                   |
| ----- | ----------------------------------------- | ---------------------- | ------------------ | ------------ | ---------------------- |
| 1     | Slaven                                    | Isaac Bashevis Singer  | Gunnar Barklund    | 2007         | ISBN 978-91-7337-006-6 |
| 2     | Absalom, Absalom!                         | William Faulkner       | Gunnar Barklund    | 2007         | ISBN 978-91-7337-007-3 |
| 3     | Svindlaren Felix Krulls bekännelser       | Thomas Mann            | Nils Holmberg      | 2007         | ISBN 978-91-7337-036-3 |
| 4     | Fallet                                    | Albert Camus           | Eva Alexanderson   | 2007         | ISBN 978-91-7337-037-0 |
| 5     | Just så-historier                         | Rudyard Kipling        | Britt G. Hallqvist | 2008         | ISBN 978-91-7337-063-9 |
| 6     | Ormboet                                   | François Mauriac       | Alex Claëson       | 2008         | ISBN 978-91-7337-064-6 |
| 7     | Älskarinnorna                             | Elfriede Jelinek       | Aimée Delblanc     | 2008         | ISBN 978-91-7337-071-4 |
| 8     | Murphy                                    | Samuel Beckett         | Pelle Fritz-Crone  | 2009         | ISBN 978-91-7337-080-6 |
| 9     | Ungdomens bröd                            | Heinrich Böll          | Per Erik Wahlund   | 2009         | ISBN 978-91-7337-089-9 |
| 10    | Jenny                                     | Sigrid Undset          | Sigrid Elmblad     | 2009         | ISBN 978-91-7337-087-5 |
| 11    | Löwensköldska ringen/Charlotte Löwensköld | Selma Lagerlöf         | -                  | 2010         | ISBN 978-91-7337-247-3 |
| 12    | I den första kretsen                      | Alexander Solzjenitsyn | Hans Björkegren    | 2010         | ISBN 978-91-7337-099-8 |
| 13    | Den omoraliske                            | André Gide             | Harald Heyman      | 2011         | ISBN 978-91-7337-261-9 |
| 14    | Mitt Europa                               | Czesław Miłosz         | Stellan Ottosson   | 2011         | ISBN 978-91-7337-341-8 |
| 15    | Tornet                                    | William Butler Yeats   | Thomas Sjösvärd    | 2012         | ISBN 978-91-7337-380-7 |
| 16    | Den räddande tungan                       | Elias Canetti          | Hans Levander      | 2012         | ISBN 978-91-7337-386-9 |